# Paicone
Paicone es una localidad argentina ubicada en el Departamento Santa Catalina de la provincia de Jujuy. Se encuentra sobre la Ruta Nacional 40, 
Es una pequeña localidad de orígenes mineros, pero que ante la pérdida de su fuente laboral se reconvirtieron a la cría de llamas, ya que el clima no permite el desarrollo de la agricultura. Cuenta con una escuela y un centro de salud, las casas son de adobe con techo de paja. Con el desarrollo de la Ruta 40 la localidad está recibiendo un creciente ingreso de turistas, para lo cual se plantea un salón de usos múltiples que permita albergar visitas y exposiciones.